# تپه خرامانه
تپه خرامانه مربوط به هزاره دوم تا سده‌های اولیه دوران‌های تاریخی پس از اسلام است و در شهرستان کامیاران، روستای دره ویان علیا واقع شده و این اثر در تاریخ ۱۰ مهر ۱۳۸۰ با شمارهٔ ثبت ۴۰۰۸ به‌عنوان یکی از آثار ملی ایران به ثبت رسیده است.